# VIPAS39
VIPAS39‏ (VPS33B interacting protein, apical-basolateral polarity regulator, spe-39 homolog) هوَ بروتين يُشَفر بواسطة جين VIPAS39 في الإنسان.